# Andora na Zimowych Igrzyskach Paraolimpijskich 2014
Andorska reprezentacja na Zimowych Igrzyskach Paraolimpijskich 2014 liczyła 1 sportowca występującego w jednej spośród pięciu rozgrywanych dyscyplin. 

## Skład reprezentacji

### Narciarstwo alpejskie
- Xavier Fernandez – narciarstwo alpejskie[1]